# Francesco Caetani (Kardinal)
Francesco Caetani (* um 1256; † 16. Mai 1317 in Avignon) war ein römisch-katholischer Kardinal.

## Leben
Caetani war der Sohn von Goffredo und Elisabetta Orsini. Er gehörte der mächtigen Familie Caetani an, die den Höhepunkt ihrer Macht erreichte, als sein Onkel zum Papst Bonifatius VIII. gewählt wurde. Mehrere andere Mitglieder der Familie wurden Kardinäle, darunter Giacomo Tomassi-Caetani und Benedetto Caetani iuniore. In jungen Jahren heiratete er Maria, die Schwester von Rinaldo, dem Herrn von Supino, und ermöglichte den Caetani so ein Bündnis mit einer anderen Feudalfamilie aus dem römischen Umland. Doch zu einem nicht näher bestimmten Zeitpunkt schlug er eine kirchliche Laufbahn ein.
Er wurde am 17. Dezember 1295 von seinem Onkel, Papst Bonifatius VIII., zum Kardinaldiakon mit dem Titel Santa Maria in Cosmedin ernannt und war damit Kardinalnepot. Er begann mit umfangreichen Restaurierungsarbeiten an seiner Titeldiakonie. Der wichtigste Eingriff war der Bau des neuen Ziboriums, ein Werk des Architekten Deodato di Cosma, in dessen Mitte das Wappen der Caetani angebracht wurde.
1295 erhielt er die Erlaubnis, in York eine Pfründe zu erhalten. Er war Kanoniker und Schatzmeister in Laon und Inhaber von fünf weiteren Kanonikaten mit Pfründe (in York, Paris, Arras, Lisieux und Anagni), eines Priorats und vieler anderer Pfründen, insbesondere in der Campagna. Spätestens im Oktober 1295 war er päpstlicher Kaplan. Es ist angesichts der Aufgaben, die er später übernahm, wahrscheinlich, dass er vor diesem Datum ein Studium des kanonischen Rechts abgeschlossen hatte. Es gibt aber keine sicheren Belege. Der Großteil seiner Arbeit als Kurienkardinal bestand aus der Erledigung von Routinegeschäften. Er befasste sich mit Problemen der kirchlichen Pfründen und hatte außerdem die Aufgabe – die ihm wahrscheinlich auch finanzielle Vorteile einbrachte –, den Erzbischöfen das Pallium zu verleihen.
1300 taucht seine Frau im Kloster Santa Maria de Vaino in der Diözese Anagni als Nonne auf.
Am 7. September 1303 befand er sich in seinem Palast in Anagni, als die Stadt von den Feinden des Papstes besetzt wurde. Auch sein Palast wurde gestürmt, doch ihm gelang die Flucht, er erreichte Torre und sammelte dort Truppen: Zwei Tage später kehrte er zusammen mit seinem Neffen Benedetto, der ebenfalls aus Anagni geflohen war, mit seinen Soldaten in die Stadt zurück und befreite den Papst.
Er nahm am Konklave 1303 teil, bei dem Papst Benedikt XI. gewählt wurde, dessen Wahl wahrscheinlich von den Caetani unterstützt wurde. Die Familie genoss weiterhin päpstliche Privilegien, und der Kardinal blieb ein einflussreiches Mitglied der Kurie. Er nahm am Konklave 1304–1305 in Perugia teil, bei dem Papst Clemens V. gewählt wurde. Das Konklave war sehr umstritten: Zwei Parteien gerieten aneinander, die erste unterstützte Kardinal Matteo Rubeo Orsini gegen Kardinal Napoleone Orsini, und aus den Berichten der aragonesischen Abgesandten geht hervor, dass Caetani die erste unterstützte. Er nahm am Konklave 1314–1316 teil, bei dem Papst Johannes XXII. gewählt wurde, und war nach Angaben der aragonesischen Gesandten einer der Hauptverantwortlichen für die Wahl des neuen Papstes.